# Kalte Farbe

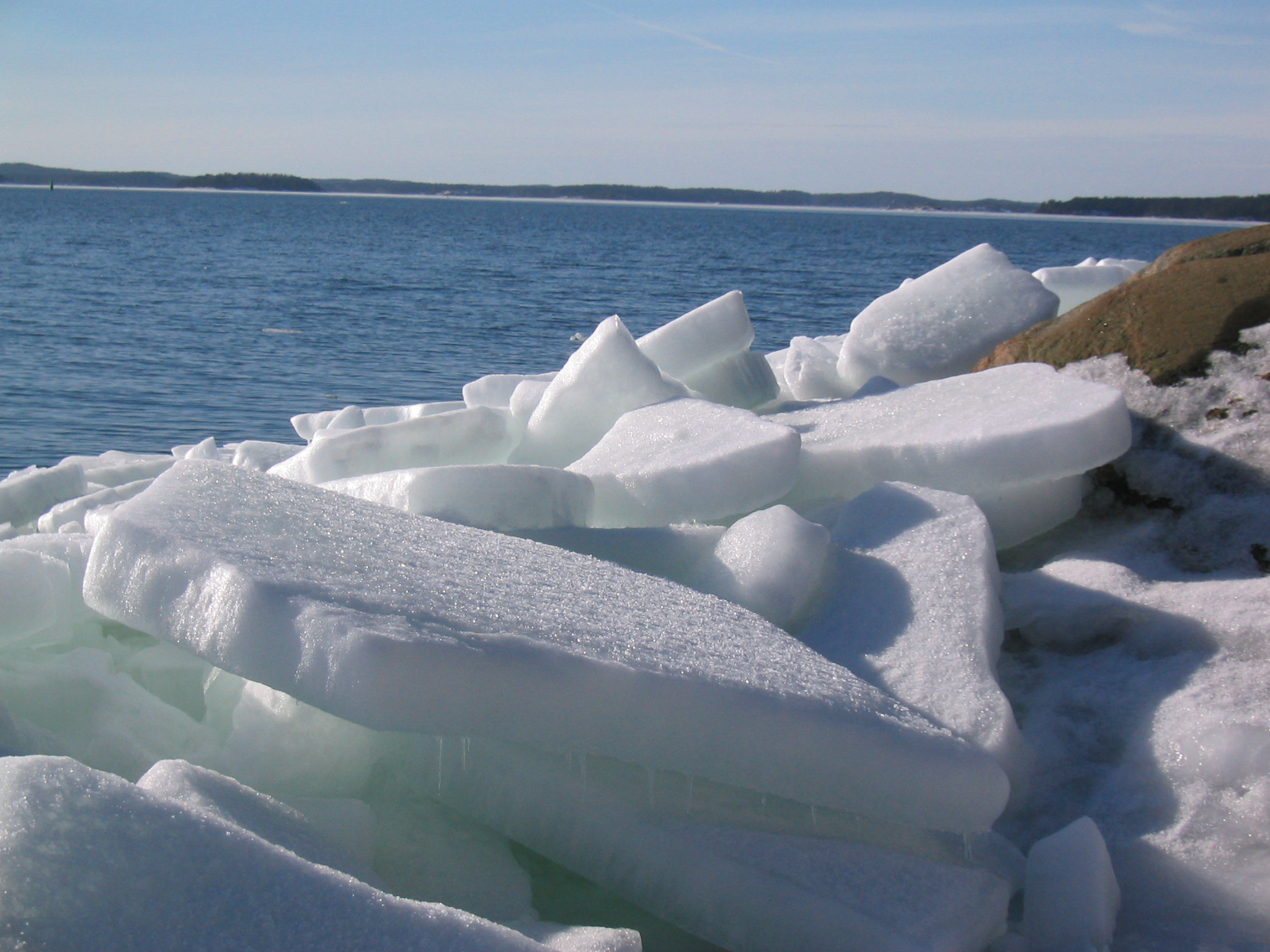
Weiß-hellblaue Eisschollen wirken kalt

Zu den kalten Farben rechnet man vor allem Weiß, Hellblau, Blau und Blaugrün. Kalte Farben lösen bei ihrem Betrachter ein Gefühl der Kälte aus. Temperaturen registrieren wir über den Temperatursinn der Haut. Und Farben registrieren wir visuell mit unseren Augen. So ist es eigenartig, dass eine Farbe gleichzeitig kalt wirken kann. In allen Kulturen empfinden die Menschen ein Blau als kalt. In einigen Ländern wie Nordeuropa kann Weiß hinzukommen, in anderen, wie zum Beispiel in China, ist es das Schwarz. Blau ist jedoch immer mit vertreten. Es handelt sich also um eine allgemein verbreitete Synästhesie, eine Kopplung zwischen Seh- und Temperatursinn.

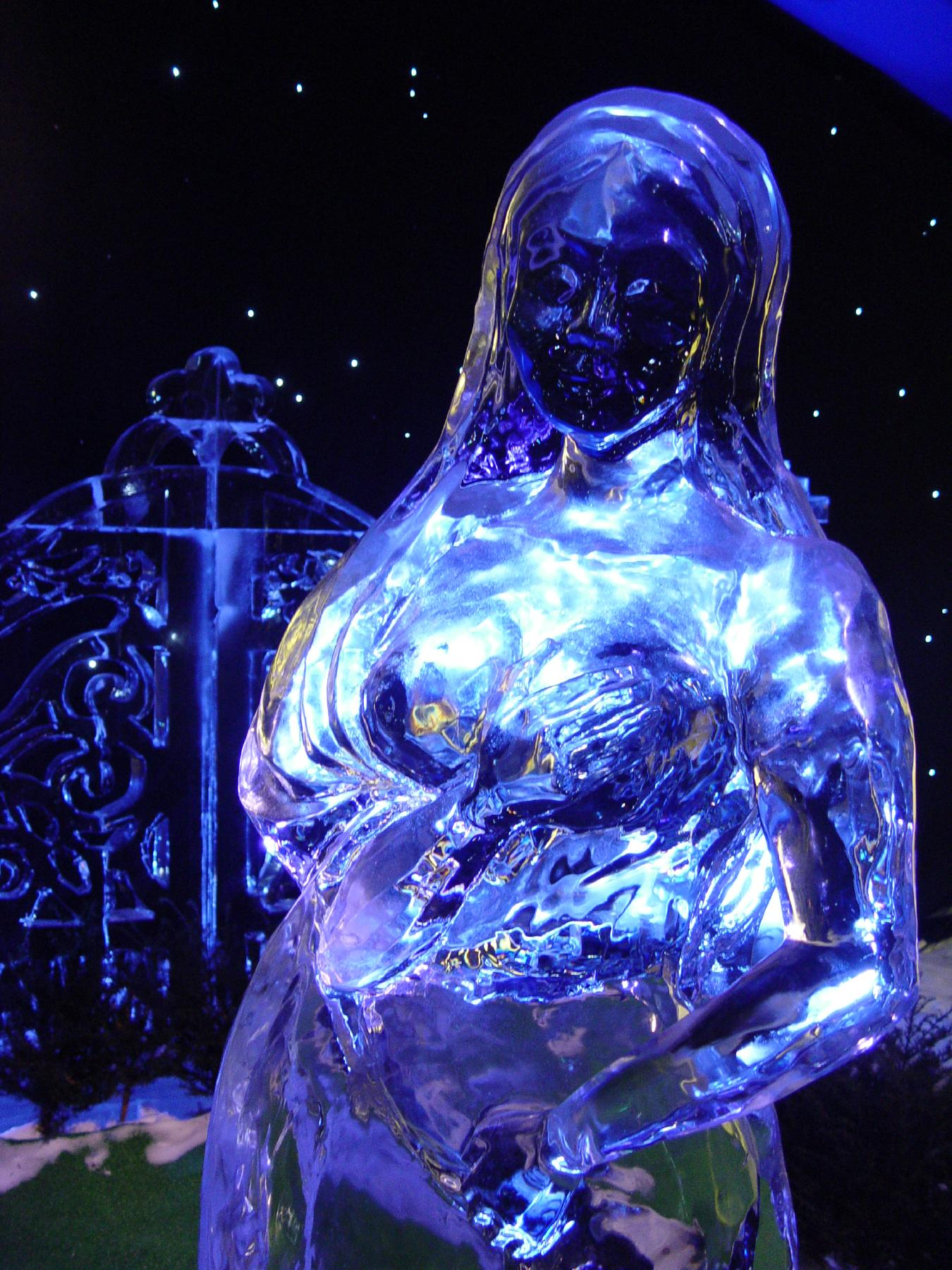
Die Farben Weiß, Blau, Grün und Violett lassen eine Eisskulptur eisig wirken.

## Evolution
Wahrscheinlich liegt die Kälte-Wirkung von Blau in der menschlichen Evolution. Zur Umwelt aller Menschen gehört neben dem Himmel das Wasser. Wasser gilt generell als kaltes Element, allerdings mit Unterschieden in der moralischen Bewertung. Bei Menschen in warmen Ländern überwiegt die Vorstellung von Erfrischung. In kalten Ländern hingegen empfinden Menschen das Wasser eher als bedrohliches Element, vor allem in Form von Kälte, Eis und Schnee. Im Winter war früher nur schwer Nahrung zu beschaffen. Mit Körperressourcen musste sparsam umgegangen werden. Mit der Absenkung von Pulsschlag und Blutdruck lässt sich auch die beruhigende Wirkung der Farbe erklären. Die Reaktionen sind sinnvoll im Zuge der Evolution und stellen eine bessere Überlebenschance dar.

## Physiologie
Physiologisch gesehen können Farben messbare körperliche Reaktionen bei Menschen auslösen. Harry Wohlfarth (1921–1996) von der University of Alberta in Kanada findet einen signifikanten Anstieg von Puls und Atmungsfrequenz von Testpersonen bei roten und gelben Körperfarben, dagegen eine Senkung bei blauen Farben. Ebenso gibt es einen Einfluss, ob ein Zimmer blau oder rot gestrichen ist. Versuchspersonen empfinden einen blauen Raum mindestens 4 °C kälter als einen roten.

## Physik
Physikalisch lässt sich kein Einfluss der Farben Blau und Rot nachweisen. Ob ein Zimmer oder eine Leinwand blau oder rot gestrichen ist, hat auf die messbare Temperatur keinen Einfluss. Lediglich ein schwarzer Gegenstand, der alle Frequenzen absorbiert, erhitzt sich mehr als ein weißer – eine intensive Sonneneinstrahlung vorausgesetzt. Deshalb ist ein hellblauer Raum gegenüber einem dunkelroten zwar kälter, aber genauso ist ein dunkelblauer Raum wärmer als ein rosafarbener.

## Farbpsychologie
Die kalte Wirkung von Blau lässt sich auf die Emotionen übertragen. So lässt sich eine Verbindung zwischen Blau und Gefühlskälte herstellen. Dann kann Blau abweisend, langweilig, gleichgültig, unpersönlich oder unsensibel wirken. Auf der anderen Seite kann man die besten Entscheidungen treffen, wenn keine Emotionen im Spiel sind. So entsteht die Verbindung zu Ernsthaftigkeit, Ruhe, Sicherheit, Treue und Zuverlässigkeit.

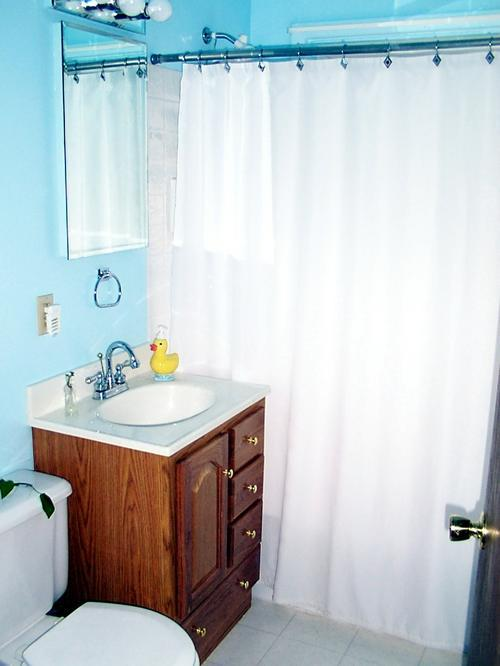
Ein typisches amerikanisches Badezimmer

Sehr viele Industriebereiche verwenden die Erkenntnisse der Farbpsychologie und haben sich den kühlen Farbtönen verschrieben. Erfrischungsbonbons und die Logos von Tiefkühlprodukten werden meist in Blau gestaltet, um Kühle und Frische zu vermitteln. Anwaltskanzleien, Banken und Versicherungen bevorzugen blaue Logos und Designs, um damit Seriosität, Vertrauen und Beständigkeit zu zeigen. Handwerker in blauen Overalls, Parkplatz-Schilder, Polizei und technische Geräte wollen uns ein Gefühl von Sicherheit geben und Verlässlichkeit ausstrahlen. Seit 1980 kleben sich vor allem Sportler bei Verletzungen und Beschwerden farbige, elastische Klebebänder (kinesiologische Tapes) auf die Haut. Sind diese bunten Pflaster blau, sollen sie die Gewebetemperatur senken. Eingesetzt werden sie daher bei Entzündungen, Prellungen und Schwellungen. Hier ist allerdings zu erwähnen, dass der wissenschaftliche Nachweis noch aussteht. In Räumen wirkt Blau kühlend und beruhigend. So ist die Farbe optimal für Badezimmer, Entspannungsräume, Schlafzimmer und Wellnessbereiche. Ein Wohnzimmer in Blau würde hingegen ungemütlich wirken.

## Farbbereich

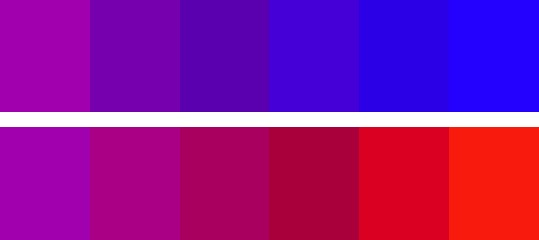
Das gleich Rotviolett (links) wirkt neben Blau relativ warm und neben Rot relativ kalt

Weiß, Hellblau, Cyanblau, Blau und Blaugrün wirken eindeutig kalt. Im Allgemeinen lassen sich Grau, Silber und Blauviolett auch zu den kalten Farben rechnen. Ob Grün, Gelbgrün, Violett oder Rotviolett als kalt, neutral oder sogar warm einzustufen sind, darüber gehen die Meinungen auseinander. Einige Farben, die im Farbkreis in der Nähe von den kalten liegen, können mal warm und mal kalt wirken, je nach ihren umgebenden Farben. Zum Beispiel wirkt das gleiche Rotviolett neben einem Blau relativ warm und neben Rot relativ kalt.

## Verwendung in der Kunst
Verständlich ist, dass Künstler Gletscherbilder, Eis-, Schnee- oder Winterlandschaften in weitgehend kalten Farben malen. Morgennebel, Nachtstücke und Seestücke gestalten sie kühl in unterschiedlich hellen oder dunklen Blautönen. Aber auch Porträts sind manchmal in Blau gestaltet, um abweisende Gefühlskälte oder eine deprimierende Lebenssituation darzustellen.

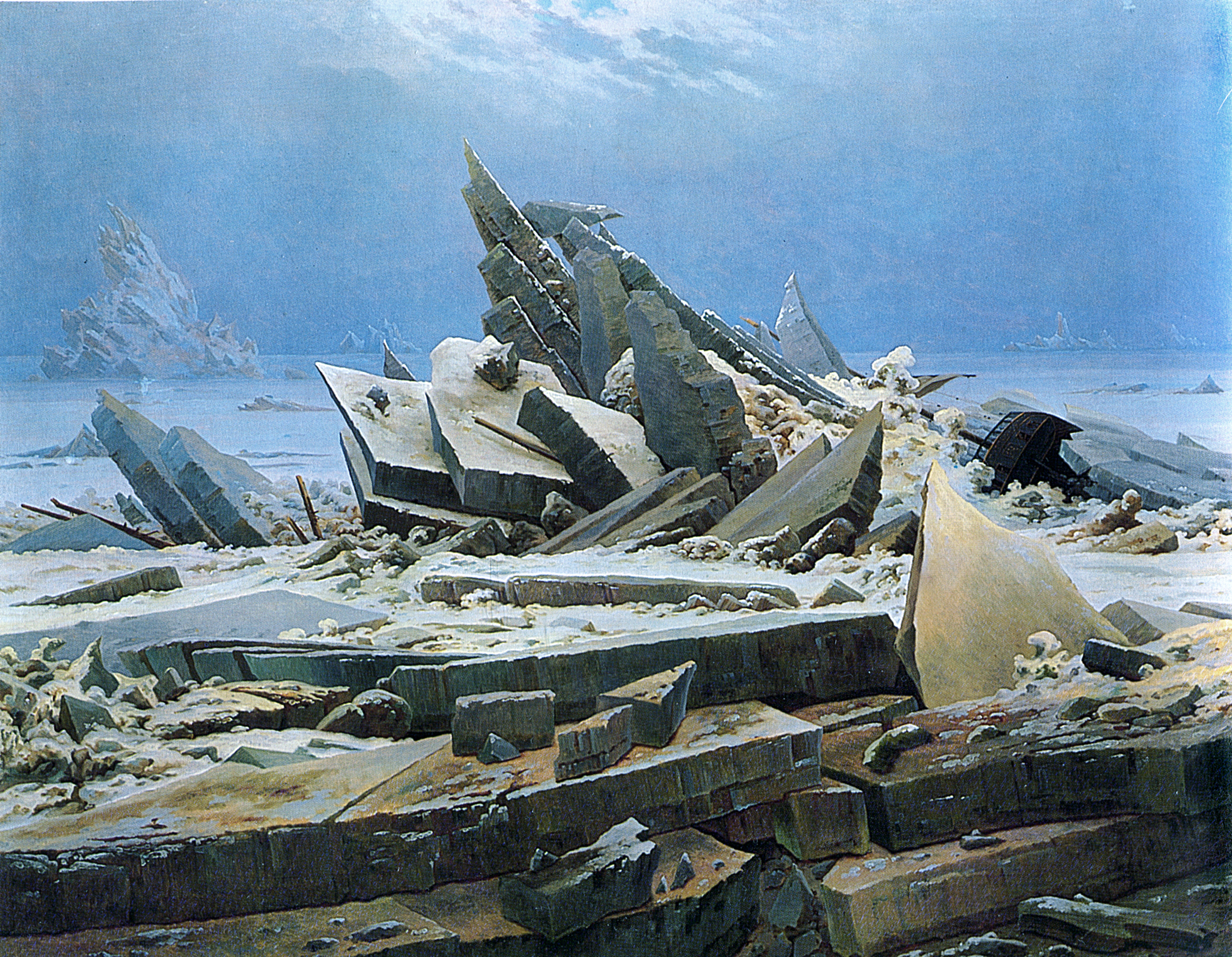
Kalte Eislandschaft: Caspar David Friedrich: Das Eismeer, 1823/1824
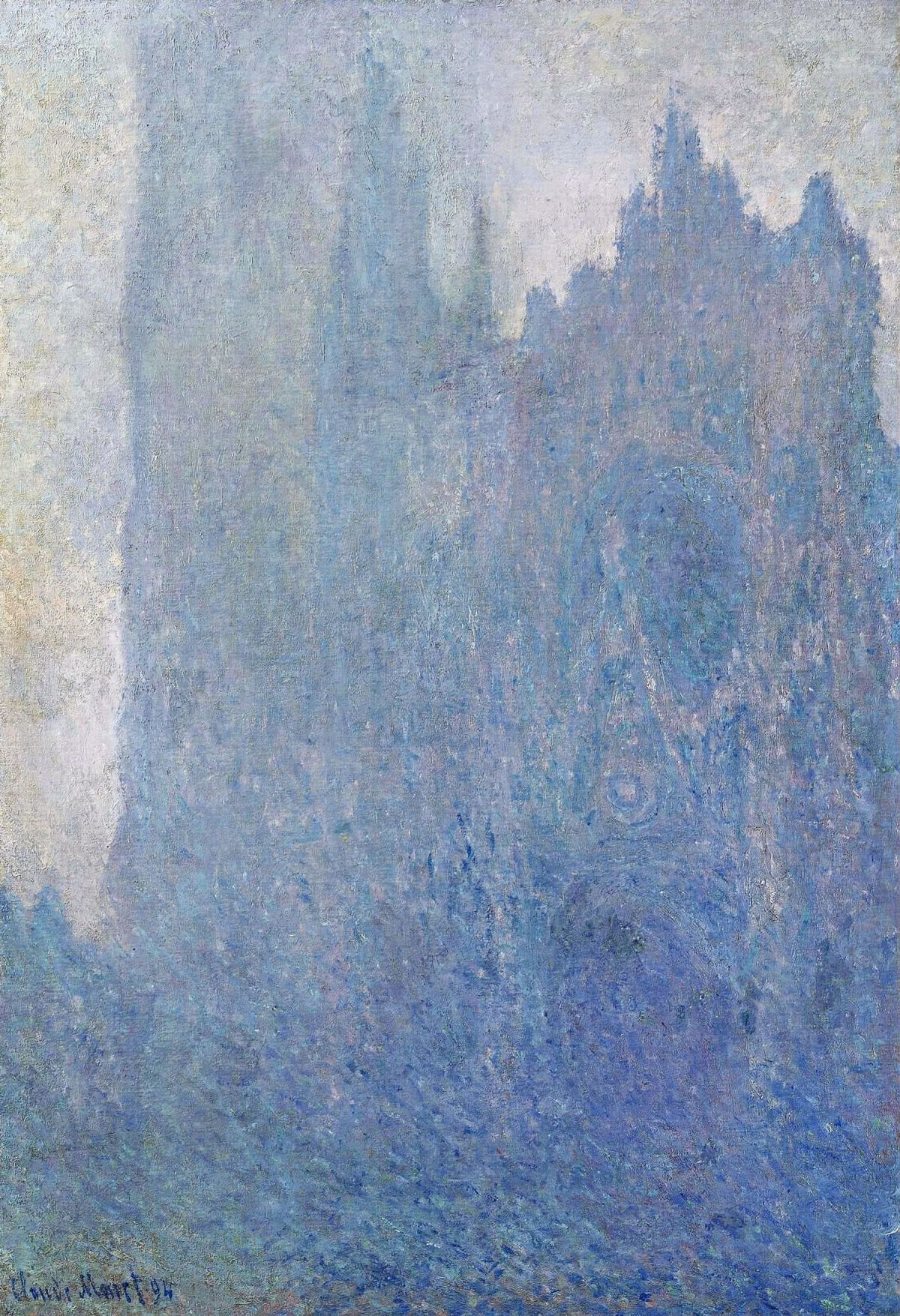
Kühler Morgennebel: Claude Monet: Die Kathedrale im Nebel, 1894
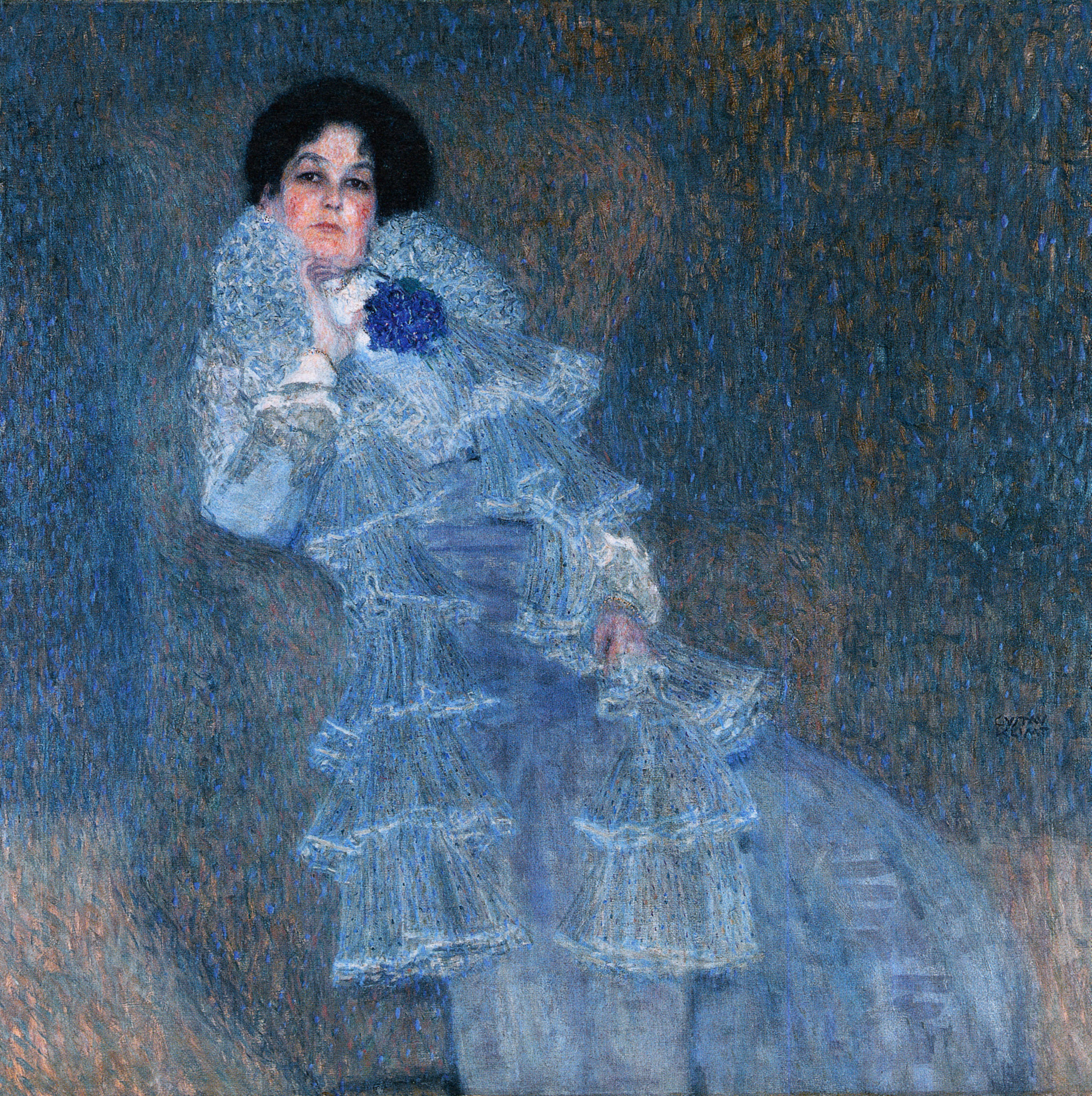
Distanzierte, kühle Persönlichkeit: Gustav Klimt: Porträt Marie Henneberg, 1901/1902